# Треп музика
Треп музика (енгл. Trap music) јесте стил хип-хоп музике који се развијао од краја деведесетих до почетка двехиљадитих година на југу Сједињених Америчких Држава.. Назив ”треп” потиче од сленг термина ”trap house” из америчког града Атланта, који представља кућу која се искључиво користи за продају наркотика.
Треп музика, је жанр у музици који се карактерише једноставном, минималистичком продукцијом, брзим темпом, електронским битовима и силажним речима. Овај стил музике има своје корене у хип-хоп култури, али је постао популаран у последњих неколико деценија широм света.
Често је повезивана са уличном културом, а текстови песама обично обрађују животна искуства, проблеме и радости младих људи у градским срединама, а често се односе на употребу наркотика и урбано насиље. Битови у трепу су често интензивни, са дубоким басовима и комплексним ритмовима.
Ово је стил који је постао изузетно популаран међу младима широм света, а треп извођачи постају једни од најпопуларнијих у музичкој индустрији.
Треп музика није само музика, већ и облик изражавања и културни феномен који обликује стилове облике, језика, уметности и понашања у младој популацији.